# セントールテクノロジー
セントールテクノロジー (Centaur Technology, Inc.) は、アメリカ合衆国テキサス州オースティンに開発拠点を置くx86互換CPU開発メーカー。2022年現在は台湾VIA Technologies社の傘下にあり、VIA NanoやS3 Chromeなど主にVIA社製の産業用・組み込み向けx86互換SoCの内部で使われているCPUの設計およびGPUの演算器の設計を行っている。

## 歴史
1995年4月、アメリカの大手半導体メーカーであったIDT (Integrated Device Technology) の子会社として、グレン・ヘンリー、テリー・パークス、ダリウス・ガスキンズ、アル・佐藤によって設立された。1997年に最初の製品であるx86互換CPU WinChipプロセッサを上市した。
1999年8月、Cyrix開発チームの離脱によって次世代CPU開発に支障をきたした台湾VIA社が、IDTから5100万ドルで買収した。この結果、VIA社のx86 CPUコアはCyrixベースからWinChipベースのものに置き換わった。セントールは、VIA傘下としてVIA C3（2000年）、VIA C7（2005年）、VIA Nano（2008年）といったVIAのx86互換CPUコアのデザインを行った。
VIA本体が先端x86互換CPU開発から撤退した後は、VIAと上海市政府のジョイントベンチャーである中国の兆芯に対して2013年よりIPコアを提供した。また、セントールは自社でもx86-64アーキテクチャの「CNS」コアおよびAIコプロセッサの「NCORE」を開発し、両者を組み合わせた世界初となるx86-64互換AIプロセッサ（SoC）である「Centaur CHA」を2019年に発表した。
2021年11月4日(台湾時間)、インテル社がセントール社に1億2,500万ドルを支払うことと引き換えに、セントールの人員の一部がインテルに移籍することをVIAが発表した。インテルへの移籍は志願制であり、セントールに残ることもできると報道されている（VIAグループにおけるx86開発の主軸は兆芯に移されたとみられている）。